# رهوة الشعوى

تعديل مصدري - تعديل

رهوة الشعوى هي إحدى قرى عزلة القارة بمديرية رصد التابعة لمحافظة أبين، بلغ تعداد سكانها 62 نسمة حسب تعداد اليمن لعام 2004.